# Club América
Club de Fútbol América S.A. de C.V., mai mult cunoscut ca Club América sau América, este un club de fotbal mexican din Ciudad de Mexico.
Cel mai de seamă jucător român, care a jucat la această echipă, este Ilie Dumitrescu.

## Stadion
Stadionul de casă al echipei Club América este Estadio Azteca, din capitala Mexicului, Mexico City, care are o capacitate de 105.000 locuri.

## Rivalitate

### El Super Clásico
- América vs. Guadalajara

| Competiție                               | GP  | AV | D  | GV | GoalA | GoalG |
| ---------------------------------------- | --- | -- | -- | -- | ----- | ----- |
| Liga MX                                  | 132 | 38 | 43 | 51 | 160   | 189   |
| Liguilla                                 | 20  | 12 | 3  | 5  | 27    | 15    |
| Copa México                              | 12  | 5  | 6  | 1  | 16    | 10    |
| Campeón de Campeones                     | 2   | 0  | 0  | 2  | 1     | 4     |
| Liga Campionilor CONCACAF                | 2   | 1  | 1  | 0  | 4     | 2     |
| Copa Pre Libertadores                    | 2   | 2  | 0  | 0  | 3     | 0     |
| InterLiga                                | 1   | 0  | 1  | 0  | 1     | 1     |
| Copa Libertadores                        | 2   | 2  | 0  | 0  | 3     | 0     |
| SUBTOTALS                                | 173 | 61 | 54 | 58 | 215   | 221   |
| Other tournaments and exhibition matches | 31  | 13 | 9  | 9  | 52    | 43    |
| TOTAL                                    | 204 | 73 | 63 | 69 | 267   | 264   |

| GP: Meciuri jucate       |
| AV: América Victory      |
| D: Draw                  |
| GV: Guadalajara Victory  |
| GoalA: América Goals     |
| GoalG: Guadalajara Goals |

## Sponsorizare

### Sponsori pe tricou și producători de echipament
| Perioada | Producători de echipament | Sponsori pe tricou     |
| -------- | ------------------------- | ---------------------- |
| 1988–89  | Adidas                    | NA                     |
| 1989–90  | Adidas                    | Bancomer               |
| 1990–91  | Adidas                    | NA                     |
| 1991–92  | Umbro                     | Coca-Cola              |
| 1992–96  | Adidas                    | Coca-Cola              |
| 1996–00  | Adidas                    | Coca-Cola/Sol          |
| 2000–01  | Nike                      | Coca-Cola/Sol          |
| 2001–05  | Nike                      | Coca-Cola/Corona       |
| 2005–06  | Nike                      | Bimbo/Coca-Cola/Corona |
| 2006–10  | Nike                      | Bimbo/Coca-Cola/Corona |
| 2010–11  | Nike                      | Bimbo/Powerade/Corona  |
| 2011–15  | Nike                      | Bimbo/Coca-Cola/Corona |

## Lotul actual
La 4 ianuarie 2025.
| Nr. |                            | Poziție | Jucător                            |
| --- | -------------------------- | ------- | ---------------------------------- |
| 1   | Mexic                      | P       | Luis Malagón                       |
| 3   | Mexic                      | F       | Israel Reyes                       |
| 4   | Uruguay                    | F       | Sebastián Cáceres                  |
| 5   | Mexic                      | F       | Kevin Álvarez                      |
| 6   | Mexic                      | M       | Jonathan dos Santos (vice-căpitan) |
| 7   | Uruguay                    | M       | Brian Rodríguez                    |
| 8   | Spania                     | M       | Álvaro Fidalgo                     |
| 10  | Chile                      | M       | Diego Valdés                       |
| 11  | Chile                      | A       | Víctor Dávila                      |
| 12  | Mexic                      | P       | Jonathan Estrada                   |
| 13  | Mexic                      | M       | Alan Cervantes                     |
| 14  | Mexic                      | F       | Néstor Araujo                      |
| 17  | Statele Unite ale Americii | M       | Alejandro Zendejas                 |

| Nr. |               | Poziție | Jucător                          |
| --- | ------------- | ------- | -------------------------------- |
| 18  | Mexic         | F       | Cristian Calderón                |
| 20  | Paraguay      | M       | Richard Sánchez                  |
| 21  | Mexic         | A       | Henry Martín (căpitan)           |
| 24  | Țările de Jos | M       | Javairô Dilrosun                 |
| 26  | Columbia      | F       | Cristian Borja                   |
| 27  | Uruguay       | A       | Rodrigo Aguirre                  |
| 28  | Mexic         | M       | Érick Sánchez                    |
| 29  | Mexic         | F       | Ramón Juárez                     |
| 30  | Mexic         | P       | Rodolfo Cota (on loan from León) |
| 32  | Mexic         | F       | Miguel Vázquez                   |
| 34  | Mexic         | M       | Dagoberto Espinoza               |
| 35  | Mexic         | A       | Esteban Lozano                   |

## Internaționali importanți
Rafael Garza Gutierrez
Francisco Garza Gutierrez
Alfredo Sanchez
Isidoro Sota
Jose Luis Barbolla
Manuel Gutierrez
Mario Ochoa
Pedro Najera
Antonio Jasso
Javier Fragoso
Mario Perez
Guillermo Hernandez
Enrique Borja
Horacio Saez Salgado
Carlos Reinoso
Osvaldo Castro
Alfredo Tena
Antonio de la Torre
Cristobal Ortega
Jesus Martinez
Pedro Soto
Hecto Zelada
Mario Trejo

## Palmares

### Național

#### Perioada amatoare
- Primera División (4): 1924–25, 1925–26, 1926–27, 1927–28
- Copa México (1): 1937–38
- Copa Challenger (1): 1927

#### Perioada profesionistă
- Primera División (11): 1965–66, 1970–71, 1975–76, 1983–84, 1984–85, Prode-1985, 1987–88, 1988–89, Verano 2002, Clausura 2005, Clausura 2013
- Copa México (5): 1953–54, 1954–55, 1963–64, 1964–65, 1973–74
- Campeón de Campeones (5): 1955, 1976, 1988, 1989, 2005
- InterLiga (1): 2008

### Internațional
- Liga Campionilor CONCACAF (5): 1977, 1987, 1990, 1992, 2006
- Copa Interamericana (2): 1977, 1990
- CONCACAF Giants Cup (1): 2001

### Turnee amicale
- Liga Excélsior (1): 1920
- Copa Vizcaya (1): 1920
- Copa Baltamar (1): 1922
- Junta Española Covadonga (1): 1927
- Copa Presidente Gustavo Díaz Ordaz (1): 1964–65
- Copa Independencia (2): 1966–67, 1974–75
- Copa Revolución Mexicana (1): 1980–81
- Cuadrangular Ciudad de México (1): 1981
- Trofeo Águila Azteca (1): 1982
- Los Angeles Nations Cup (1): 1983
- Trofeo de la Vendimia (1): 1983–84
- Triangular Ciudad de México (1): 1987
- Copa Cofraternidad (1): 1988
- Copa Pachuca (1): 1997
- Cuadrangular Los Angeles (1): 1999
- Cup of Texas (1): 2004
- Copa San José (1): 2006
- Copa "El Mexicano" (1): 2008[4]
- Copa Insurgentes (1): 2010
- Copa Reto Águila (1): 2010
- Copa Centenario del C.D. Olimpia (1): 2012[5]

## Evoluția în competițiile internaționale
| Year  | Pld | W  | D  | L  | GF  | GA | GD  | Pt  | Stage         |
| ----- | --- | -- | -- | -- | --- | -- | --- | --- | ------------- |
| 1998  | 8   | 2  | 3  | 3  | 7   | 7  | 0   | 9   | Round of 16   |
| 2000  | 12  | 8  | 1  | 3  | 28  | 18 | +10 | 25  | Semifinals    |
| 2002  | 12  | 9  | 2  | 1  | 19  | 8  | +11 | 29  | Semifinals    |
| 2004  | 8   | 4  | 2  | 2  | 13  | 8  | +5  | 14  | Round of 16   |
| 2007  | 12  | 6  | 1  | 5  | 23  | 16 | +7  | 19  | Quarterfinals |
| 2008  | 12  | 5  | 2  | 5  | 18  | 16 | +2  | 17  | Semifinals    |
| 2011  | 8   | 3  | 2  | 3  | 8   | 8  | 0   | 11  | Round of 16   |
| Total | 72  | 37 | 13 | 22 | 116 | 81 | +35 | 124 |               |

| Year  | Pld | W | D | L | GF | GA | GD | Pt | Stage         |
| ----- | --- | - | - | - | -- | -- | -- | -- | ------------- |
| 2005  | 4   | 1 | 1 | 2 | 7  | 8  | −1 | 4  | Quarterfinals |
| 2007  | 8   | 5 | 0 | 3 | 15 | 10 | +5 | 15 | Finalist      |
| Total | 12  | 6 | 1 | 5 | 22 | 18 | +4 | 19 |               |

| Year  | M | V | R | Î | GM | GP | GD | Pt | Faza      |
| ----- | - | - | - | - | -- | -- | -- | -- | --------- |
| 2006  | 3 | 1 | 0 | 2 | 2  | 6  | −4 | 3  | 4th Place |
| Total | 3 | 1 | 0 | 2 | 2  | 6  | −4 | 3  |           |